# Arcentales (przystanek kolejowy)
Arcentales (bas.: Artzentalesko geltokia) – przystanek kolejowy w Arcentales, w prowincji Vizcaya we wspólnocie autonomicznej Kraj Basków, w Hiszpanii. 
Jest obsługiwana przez pociągi wąskotorowe FEVE.

## Linie kolejowe
- Linia Bilbao – Santander[1]